# Me~teru no Kimochi
Me~teru no Kimochi (め～てるの気持ち) é uma série de mangá escrita e ilustrada por Hiroya Oku, e serializado entre 2006 e 2007 na revista Young Jump.
A série conta a história do hikikomori de 30 anos Koizumi Shintarou, e os esforços da esposa de seu falecido pai, Yoshinaga Haruka, de 23 anos, de inserí-lo a um mundo social.